# 고르메 사브지
고르메 사브지(페르시아어: قرمه‌ سبزی)는 이란의 전통 허브 스튜이다. 호레시의 일종이며, 호레셰 고르메 사브지(페르시아어: خورش قرمه‌ سبزی)로도 불린다. 이란의 국민 음식 가운데 하나로 여겨진다.

## 이름
페르시아어 "고르메 사브지(قرمه‌ سبزی)"는 "조리다"라는 뜻의 "고르메(قرمه‌)"와 "(녹색) 채소"를 뜻하는 "사브지(سبزی)"가 합쳐진 말로, "조린 채소"라는 뜻이다. "호레셰(خورش)"는 "스튜"를 뜻하는 말인 "호레시(خورش)"에 에자페 "-에(-e)"를 붙인 말이다.

## 만들기
호로파, 파슬리, 파, 고수 등 허브를 볶은 것이 주 재료이다. 울금으로 양념한 고기(주로 쇠고기 또는 양고기)에 강낭콩, 건라임, 볶은 허브 등을 넣고 국물이 바특하게 삶아 낸다. 첼로(쌀밥) 또는 타흐디그(누룽지)와 같이 낸다.

## 같이 보기
- 게이메
- 사그
- 페센잔